# Xylophanes cubensis
Xylophanes cubensis är en fjärilsart som beskrevs av Gehlen. 1941. Xylophanes cubensis ingår i släktet Xylophanes och familjen svärmare. Inga underarter finns listade i Catalogue of Life.